# Cleora dacasini
Cleora dacasini là một loài bướm đêm trong họ Geometridae.